# Karlstejnia annae
Karlstejnia annae is een springstaartensoort uit de familie van de Tullbergiidae. De wetenschappelijke naam van de soort is voor het eerst geldig gepubliceerd in 1974 door Rusek.